# Фирминиш (Салаж)
Фирминиш (рум. Firminiș) насеље је у Румунији у округу Салаж у општини Миршид. Oпштина се налази на надморској висини од 259 m.

## Становништво
Према подацима из 2002. године у насељу је живело 213 становника, од којих су сви румунске националности.